# Guillaume Ouvrouin (évêque de Léon)
Pour les articles homonymes, voir Ouvrouin.
Guillaume Ouvrouin, évêque de Léon de 1370 à 1383, religieux français

## Biographie
Membre d'une famille puissante originaire de Laval, il est le neveu de Guillaume Ouvrouin. Il est mentionné longuement dans un censif qui peut induire en erreur parce que, commencé en 1356, il contient à la fin un aveu de 1383. C'est dans ce dernier acte seulement, que Guillaume, seigneur de Poligné dès 1356, prend la qualité d'évêque. Ce censif donne une grande idée de la fortune des Ouvrouin, qu'on voit posséder le château de Poligné, la Coconnière, Briacé, un fief d'Hauterives, le terre du Horps avec des fiefs s'étendant sur Champéon, Couptrain et Javron, le Cour de Sacé, la seigneurie de Houssay, et dix autres fiefs aux environs de Laval. L'obit de l'évêque de Léon, est rappelé dans un compte de 1406.

## Source
« Guillaume Ouvrouin (évêque de Léon) », dans Alphonse-Victor Angot et Ferdinand Gaugain, Dictionnaire historique, topographique et biographique de la Mayenne, Laval, A. Goupil, 1900-1910 [détail des éditions] (BNF 34106789, présentation en ligne)